# توماس لو کلر

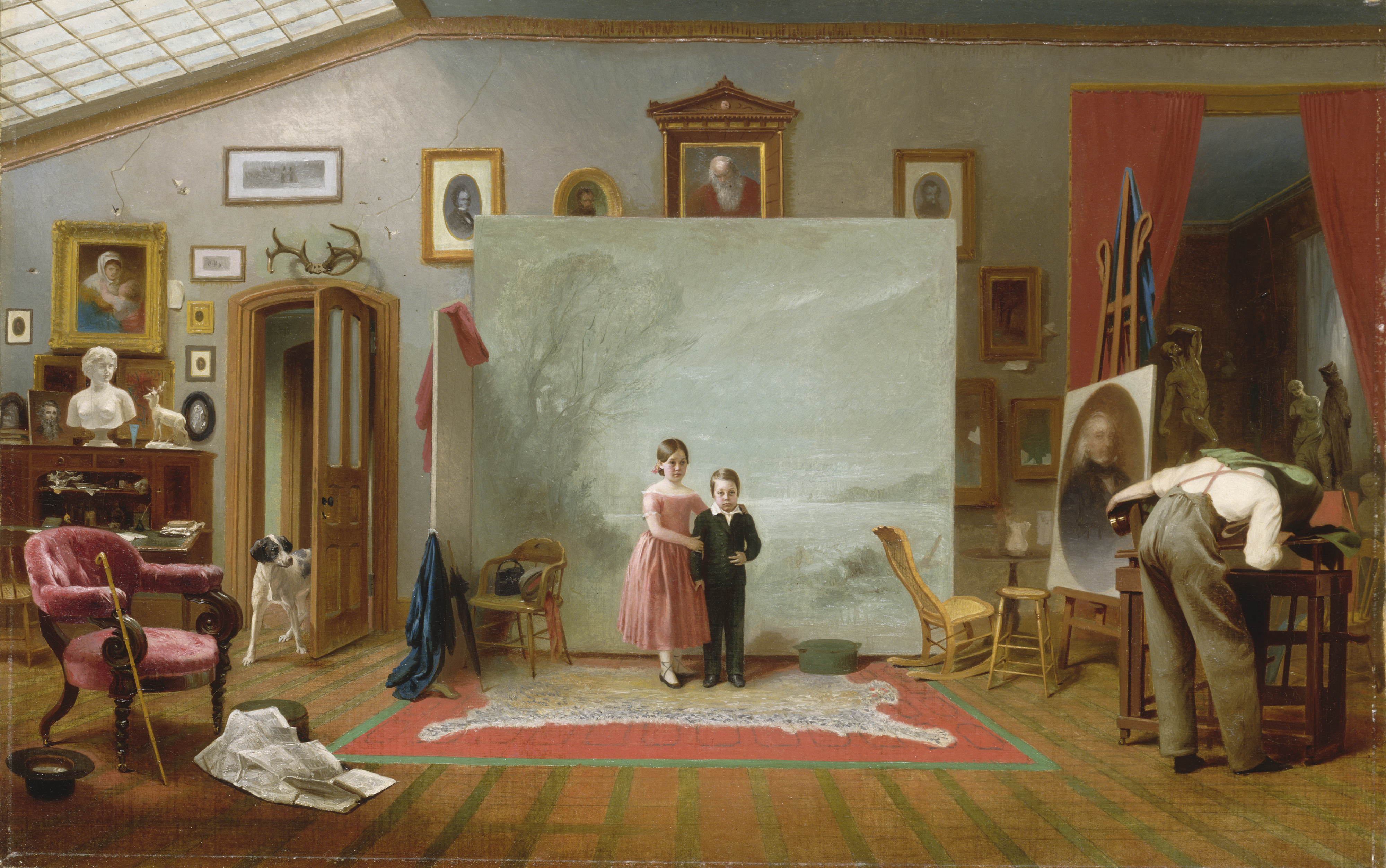
نقاشی‌های کارگاه، نقاشی رنگ روغن اثر توماس لو کلر (۱۸۶۵)

توماس لو کلر (انگلیسی: Thomas Le Clear) (زاده ۱۷ مارس ۱۸۱۸ و درگذشته ۲۶ نوامبر ۱۸۸۲) نقاش اهل ایالات متحده آمریکا بود. از آثار او می‌توان به نقاشی‌های کارگاه (۱۸۶۵) اشاره کرد.